# 永胜镇 (江油市)
永胜镇，是中华人民共和国四川省绵阳市江油市下辖的一个乡镇级行政单位。2019年12月，撤销新春乡，将其所属行政区域划归永胜镇管辖，永胜镇人民政府驻新街31号。

## 行政区划
永胜镇下辖以下地区：
文峰社区、河口村、水排楼村、朝阳村、青竹村、双庙村、海棠村、龙宫村、桐柳村、高庙村、金凤村、金安村、文化新村、红莲村、文明新村、白云村和新北村。